# Brutus Beefcake
Edward Harrison Leslie Jr. (né le 21 avril 1957 à Tampa) est un catcheur américain, plus connu sous le nom de ring Brutus « The Barber » Beefcake. Il est célèbre pour avoir travaillé à la World Wrestling Federation (WWF) de 1984 à 1993 où il remporte le championnat du monde par équipes de la WWF avec Greg Valentine. Il quitte la WWF en 1994 pour rejoindre la World Championship Wrestling où il lutte jusqu'en 1999.

## Jeunesse
Leslie grandit à Tampa et devient ami avec Terry Bolea, ils sont élèves du même lycée.

## Carrière de catcheur

### Débuts (1977-1984)
Leslie apprend le catch en s'entraînant auprès de Terry Bolea et d'autres catcheurs dans un gymnase. Il commence sa carrière en Floride où il fait équipe avec son ami et entraîneur. Il lutte sous le nom d'Eddie Boulder et on le présente comme le frère de son équipier Terry. Au début des années 1980, il lutte dans le Sud-Est des États-Unis à la Southeastern Championship Wrestling et à la Mid-South Wrestling (en). Il remporte à trois reprises le championnat par équipes du Sud d avec Robert Fuller puis deux fois avec Ken Lucas,,.

### World Wrestling Federation

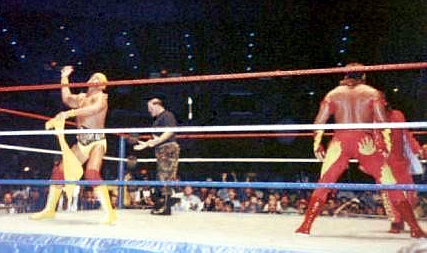
Hulk Hogan et Brutus Beefcake dans les années 1980 à la WWF.

Leslie entra à la World Wrestling Federation (WWF) en tant que heel sous le nom de Brutus Beefcake fin 1984 avec comme manager Johnny Valiant. En tant que catcheur solo, il rivalisait avec David Sammartino et Hulk Hogan, qui voulait prendre sa revanche sur Beefcake après que lui et Valiant eurent blessé son protégé Hillbilly Jim.
Plus tard en 1985, il faisait équipe avec Greg "The Hammer" Valentine et ils remportaient le Tag Team Championship de US Express et devenaient connus comme La Dream Team. Ils portèrent les ceintures pendant huit mois, avant de les perdre face aux British Bulldogs à WrestleMania 2.
L'équipe se séparait à WrestleMania III. Malgré une victoire sur les Rougeau Brothers (Raymond et Jacques Rougeau) au Pay Per View, l'équipe avait une mésentente quand Beefcake quittait le ring pendant que Valentine et Valiant s'en allaient avec Dino Bravo. Ceci donnait de l'impulsion à Beefcake qui, après s'être fait coupé les cheveux par Adrian Adonis dans un match à six peu de temps avant WrestleMania, devenait face. Plus tard cette nuit, il se vit attribuer le surnom de The Barber après le match de Roddy Piper contre Adonis. Adonis perdit le match, et la stipulation disait qu'il dû se raser la tête. Beefcake entra sur le ring et commença à couper la chevelure blonde d'Adonis.
Par la suite il commença à ramener des cisailles avec lui lors de son entrée. Il coupait les cheveux de ses adversaires (après les avoir mis KO avec une prise du sommeil) en utilisant des ciseaux et un rasoir électrique. À chaque fois qu'il réussissait sa prise du sommeil, il suivait une démarche aux alentours du ring, « coupant » ses doigts comme des ciseaux pour indiquer ce qui allait arriver, référant ses actions comme du « strutting and cutting ». Il jetait ensuite des poignées de cheveux dans le public.
En babyface, il rivalisa avec son ancien partenaire Greg Valentine, son ancien manager Johnny Valiant (qui à la fin de leur rivalité était totalement chauve à cause de Beefcake), The Honky Tonk Man, Ron Bass, Randy Savage (c'était Beefcake qui lui a attribué le surnom Scary Sherri, alors manager de Savage Sensational Sherri) et Mr. Perfect.
A WrestleMania VI, Beefcake devint la première personne à battre Mr Perfect, mettant fin ainsi à la longue période d'invincibilité de Perfect.
En 1990, un accident le mettait hors d'action. Il aidait un ami paralysé à se lever quand le conducteur du bateau  appuya par erreur sur le signal d'alarme, envoyant ainsi les genoux du paralysé directement dans la face de Leslie. Son visage dû être réparé avec des plaques en métal à la suite d'une intervention chirurgicale, mettant en pause sa carrière à la WWF pendant près de deux ans. Il s'était vu donné par certains fans le surnom : The Man With No Face (l'Homme sans visage). Il fit quelques apparitions fin 1991/début 1992 une brève interview appelée The Barber Shop.

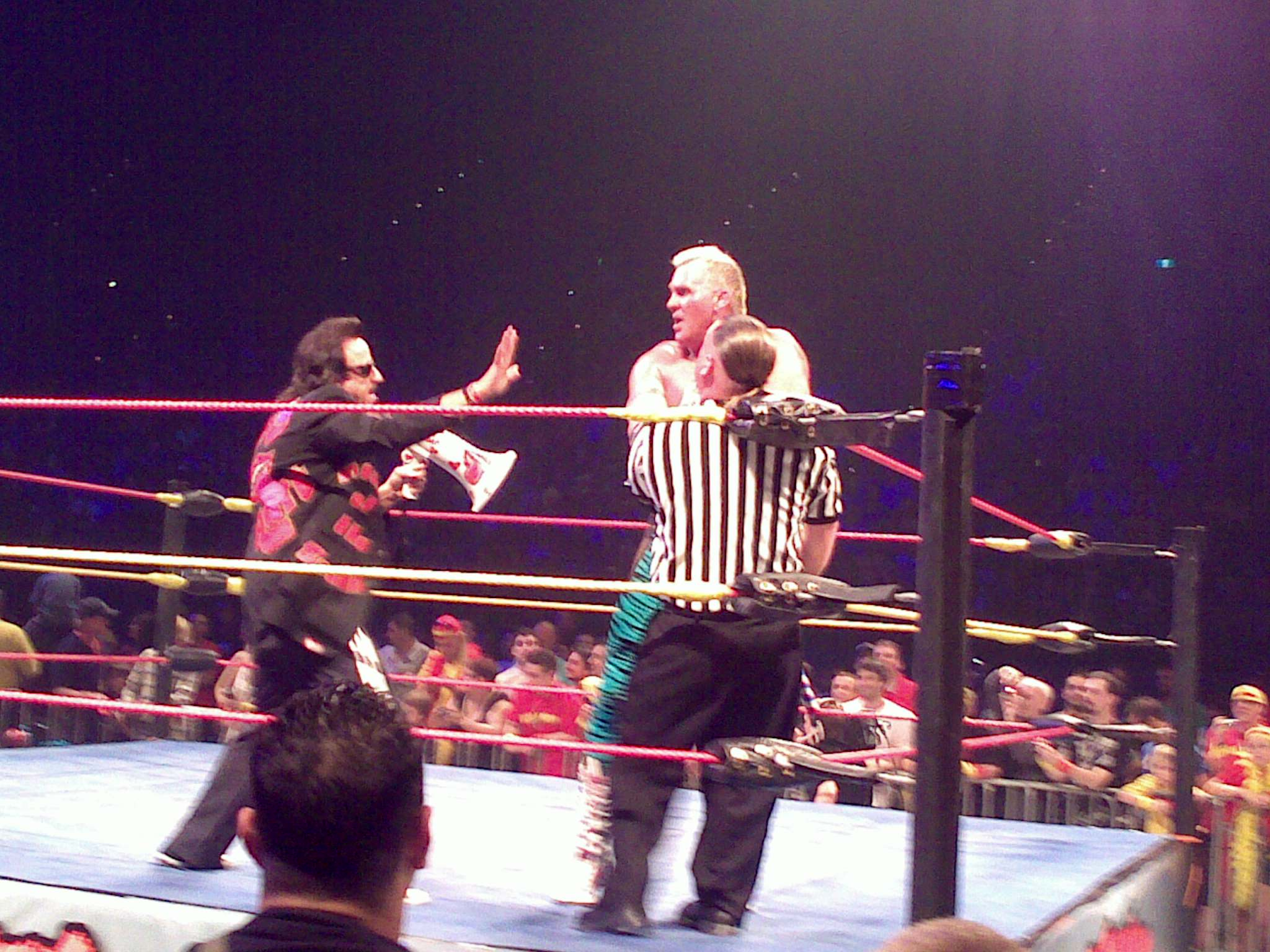
Beefcake avec son manager Jimmy Hart (2009).

Pour faciliter son retour dans le catch, il portait un masque et attaquait au hasard des heels en intervenant dans leurs matchs. Ainsi il s'en prenait à un heel de temps en temps, lui donnait des coups de boules, et s'en allait. Il n'a jamais eu de match dans ce personnage et ne s'est d'ailleurs jamais vu attribué un nom. Il est souvent dit que le personnage devait s'appeler The Mariner, mais les fans par affections préfèrent le Run-In Man.
Sa blessure était utilisée pour une storyline début 1993, quand le match de retour de Leslie s'achevait sur une attaque de Money Inc., qui (kayfabe) essayait de réagraver ses blessures au visage. Ceci a fait que le manager Jimmy Hart tourna la face et que Hulk Hogan retourna à la WWF, formant une équipe avec Leslie (un bon ami dans la vraie vie). The Mega-Maniacs, comme ils étaient appelés, s'opposaient à Money Inc. lors de WrestleMania IX avec un masque spécial de protection porté par Leslie, supposé spécialement construit par la NASA. Hogan et Leslie prirent leur revanche mais perdaient par disqualification. Peu de temps après il disparaissait des programmes de la WWF, réapparaissant une année plus tard avec Hogan à la WCW.

### World Championship Wrestling
La World Championship Wrestling était obligée de donner à Leslie un nom différent depuis que le nom Brutus Beefcake devenait une marque déposée de la WWF. Premièrement, il était appelé Brother Bruti, faisant des petites apparitions avec le WCW World Heavyweight Champion Hulk Hogan, qui venait d'arriver à la WCW. A Halloween Havoc, après la victoire d'Hogan dans un match en cage face à Ric Flair, Brutus fut révélé comme étant la personne qui a attaqué Hogan avant sa défense pour le titre contre Flair à Clash Of The Champions XXVIII. Leslie devenait donc The Butcher. La rivalité entre les deux fut à son paroxysme à Starrcade 1994 abandonnée ensuite par manque d'intérêt des fans.
Après ceci, Leslie réapparaissait dans une série de gimmicks et surnoms différents, en devenant d'abord un supposé amnésique du nom de Man with No Name. Il faisait ensuite partie de la Dungeon of Doom de Kevin Sullivan en tant que The Zodiac, un personnage avec un visage peint en noir et blanc qui ne disait que, « Oui, non, oui, non! ».
En 1996, Leslie rivalisait avec Diamond Dallas Page, cette fois-ci en tant que The Booty Man. Il était accompagné par l'ancienne manager de Page (et femme dans la vraie vie) Kimberly Page, qui se faisait appelée Booty Babe. Son personnage était simplement celui d'un homme qui secouait ses fesses nues lors de son entrée sur le ring. Ceci ne durait pas longtemps. Quand la nWo commençait, Booty Man voulait la rejoindre mais recevait un bottage de fesses de Scott Hall, Kevin Nash, et Hulk Hogan.
La dernière gimmick de Leslie à la WCW était celle du garde de corps de Hollywood Hogan, The Disciple, qui aidait Hogan à gagner illégalement des matchs en 1998. Il était méconnaissable au départ avec une barbe, des lunettes de soleil, et les vêtements nWo mais son identité fut révélée par Roddy Piper pendant sa rivalité avec Hogan. The Disciple était plus tard enlevé par The Ultimate Warrior pendant le bref passage du Warrior à la WCW et sa rivalité avec Hogan. Après s'être fait laver le cerveau par  Warrior, il se retourna contre Hogan et fut l'unique autre membre (aux côtés de son ravisseur) de la one Warrior nation.

### Retraite
Leslie est actuellement dirigeant du Planet Fitness de Tewksbury, et vit avec sa femme, Barbara, sa fille et son petit chien dans une petite ville[réf. nécessaire]. De nouveau Chrétien, il fait partie du groupe des Chrétiens du catch, World Impact Wrestling. Il a aussi lancé une école de catch et fait une apparition au premier show de la Pro Wrestling Syndicate à Garfield le 24 juin 2007. Il est aussi apparu à plusieurs show à Memphis, dont celui du Ultimate Clash of the Legends de 2007.
Il fait partie des WWE Alumni.

## Palmarès
- National Wrestling Alliance - Regional
  - NWA Southeast Tag Team Championship (3 fois) avec Ken Lucas (1) et Robert Fuller (1)

- Pro Wrestling Illustrated
  - Classé 173e des 500 meilleurs catcheurs dans le PWI Years de 2003.
  - Classé 94e des meilleures équipes dans le PWI Years avec Greg Valentine.

- World Wrestling Federation
  - WWE Hall of Famer en 2019
  - WWF World Tag Team Championship (1 fois) avec Greg Valentine

- Autres titres
  - SAW Tag Team Championship (1 fois)
  - WWWA Heavyweight Championship (3 fois)